# Vernierdüse

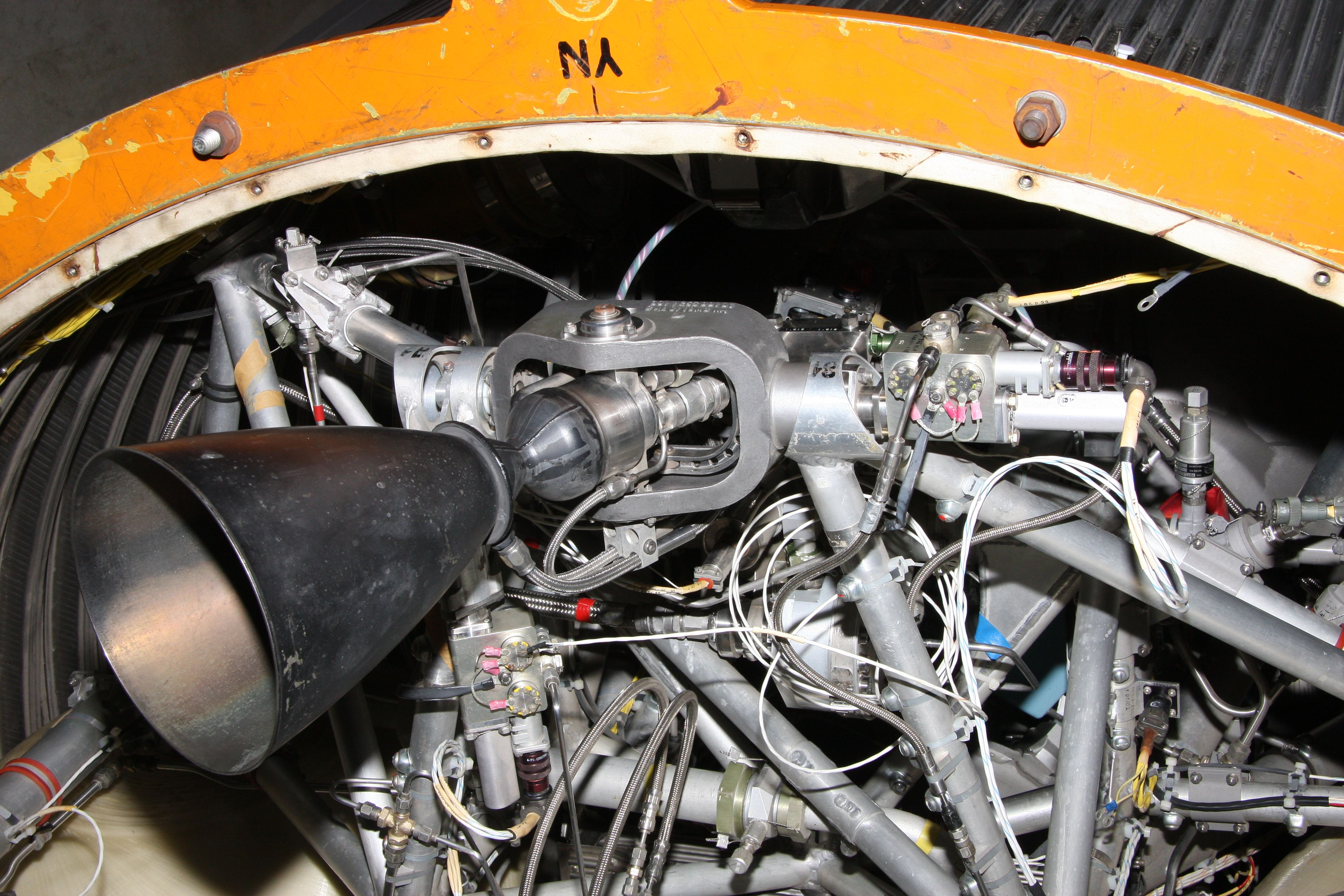
Verniertriebwerk der dritten Stufe einer Rakete vom Typ Europa

Vernierdüsen oder Verniertriebwerke dienen der Schubvektorsteuerung von Raketen, dies bedeutet, dass mit ihnen die Flugrichtung einer Rakete beeinflusst werden kann. Sie sind nach dem Mathematiker Pierre Vernier (1580–1637) benannt, der die Vernier-Skala (Nonius) erfand, mit der Längen und Winkel sehr genau abgelesen werden können.

## Aufbau und Funktionsweise
Vernierdüsen sind selbst Raketentriebwerke, die in einer oder in zwei Achsen geschwenkt werden können. Sie werden im Gegensatz zu den Haupttriebwerken nur dann gezündet, wenn eine Bahnänderung der Rakete nötig ist. Dies minimiert den Aufwand für die Kühlung. Um die Zündung der Triebwerke einfach und damit zuverlässig zu halten, werden meist hypergole Treibstoffe verwendet. Diese entzünden sich beim Zusammenbringen von Oxidator und Treibstoff in der Brennkammer selbstständig. Eine zusätzliche Zündvorrichtung, die eventuell versagen könnte, ist nicht notwendig.

## Verwendung
In den meisten modernen Raketen (Ariane, Delta, Atlas) werden keine Vernierdüsen mehr verwendet. In den ersten Versionen der Atlas-Rakete wurden zwei Vernierdüsen an den Seiten des Haupttanks für eine genauere Steuerung verbaut. Im ersten Bild rechts sind deutlich die Flammen der zwei Vernierdüsen zu sehen. In älteren Raketentypen wie zum Beispiel der Sojus werden sie historisch bedingt nach wie vor eingesetzt. Im zweiten Bild rechts sind die 20 großen Düsen der Sojus-Rakete zu sehen. In den außen liegenden Stufen sind jeweils zwei Vernierdüsen vorhanden, in der zentralen Stufe sind die vier Haupttriebwerke von vier Vernierdüsen umgeben.
Das Space Shuttle benutzte Verniertriebwerke im Reaction Control System für die Lageregelung in der Erdumlaufbahn.

## Vorteile und Nachteile
Vernierdüsen fanden hauptsächlich in der Anfangszeit der Raketentechnik Verwendung. Grund waren die Unausgereiftheit der hydraulischen Servoaktoren, welche überwiegend zur Schubvektorsteuerung eingesetzt wurden. Durch die Verwendung von Vernierdüsen konnte das oder die Haupttriebwerke fest montiert werden. Dadurch entfielen flexible Leitungen zur Treibstoffzufuhr und die kardanische Aufhängung des Haupttriebwerkes. Nur die kleineren Vernierdüsen mussten geschwenkt werden, was mit vergleichsweise kleinen Aktoren erfolgte. Aufgrund der kleineren Massen und Kräfte gestaltete sich auch die Regelung einfacher.
In modernen Raketen werden zur Schubvektorsteuerung meist ein oder mehrere kardanisch aufgehängte Haupttriebwerke verwendet. Über hydraulische (bei großen Triebwerken) oder elektrische Aktoren (bei kleinen Triebwerken oder in höheren Stufen) werden die Haupttriebwerke geschwenkt (z. B. Space Shuttle: 10,5° Querachse, 8,5° Gierachse). Durch die Ausgereiftheit der modernen Schubvektoraktoren und das Weglassen der Vernierdüsen, deren Schwenkeinheit und Treibstoffversorgung kann die Zuverlässigkeit von Raketen erhöht werden.